# Église Saint-Stanislas des Blagis
L'église Saint-Stanislas des Blagis est une église catholique de la commune de Fontenay-aux-Roses dans les Hauts-de-Seine.
Elle a fait partie du programme de construction d'églises nouvelles de l'Œuvre des Chantiers du Cardinal (chantier n°66) et a été consacrée en 1936.

## Histoire
L'église est construite de 1934 à 1936 dans un secteur encore rural à Fontenay-aux-Roses, aux confins de Bagneux, Sceaux et Bourg-la-Reine.

L'histoire de la construction de l'église est rappelée sur une plaque en marbre, dans la chapelle de droite du transept de l'église :

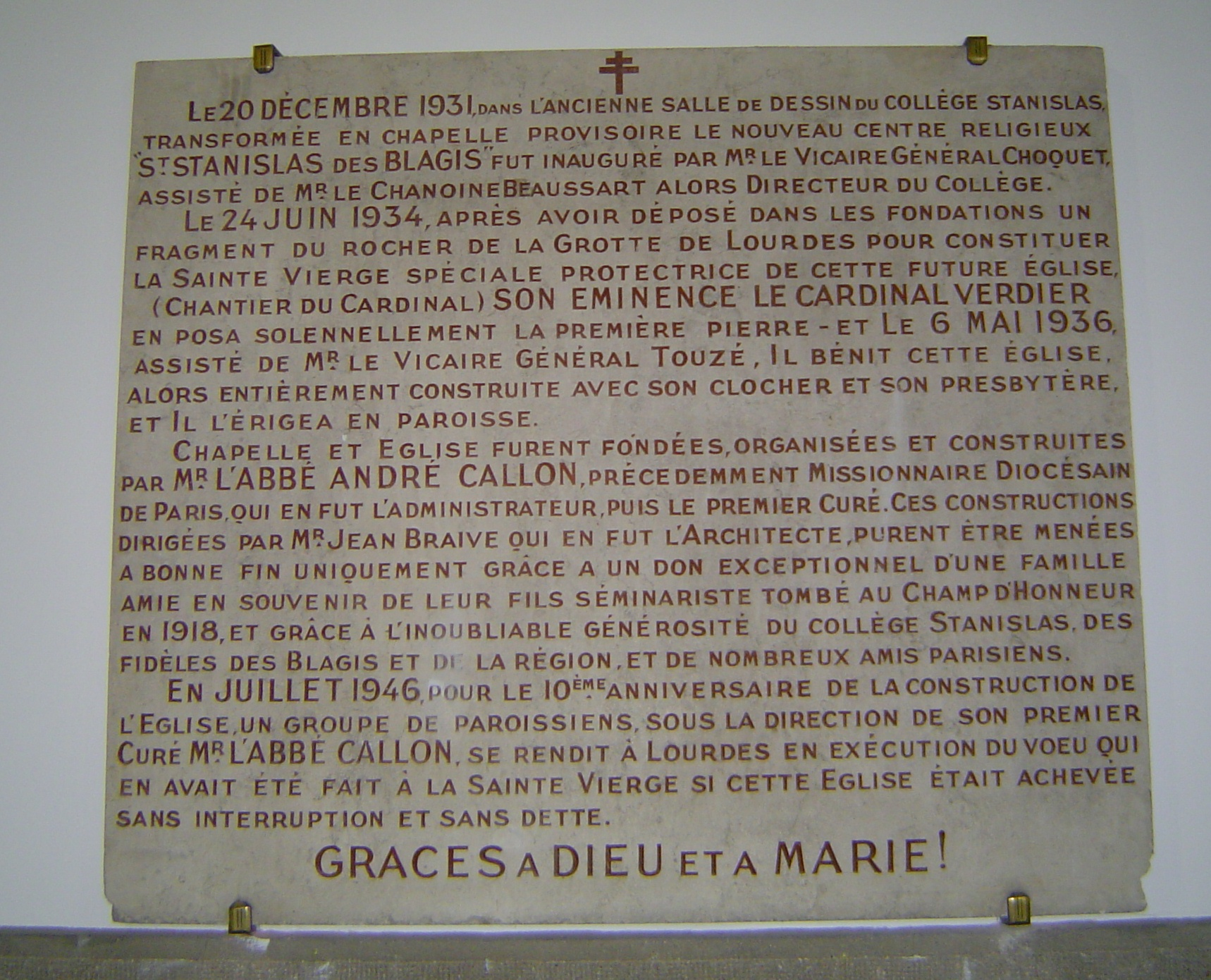
Plaque commémorative

« Le 20 décembre 1931, dans l’ancienne salle de dessin du nouveau collège Stanislas, transformée en chapelle provisoire, le nouveau centre religieux Saint Stanislas des Blagis fut inauguré par Monsieur le Vicaire Général Croquet, assisté de Monsieur le Chanoine Beaussart alors directeur du collège.
Le 24 juin 1934, après avoir déposé dans les fondations un fragment du rocher de la grotte de Lourdes pour constituer la Sainte Vierge spéciale protectrice de cette future église (Œuvre des Chantiers du Cardinal), son éminence le Cardinal Verdier en posa solennellement la première pierre – et le 6 mai 1936, assisté de Monsieur le Vicaire Général Touzé, il bénit cette église alors entièrement construite avec son clocher et son presbytère et il l’érigea en paroisse.
Chapelle et église furent fondées, organisées et construites par Monsieur l’abbé André Callon, précédemment missionnaire diocésain de Paris qui en fut l’administrateur, puis le premier curé. Ces constructions dirigées par Monsieur Jean [erreur pour Georges] Braive qui en fut l’architecte, purent être menées à bonne fin uniquement grâce à un don exceptionnel d’une famille amie en souvenir de leur fils séminariste tombé au champ d’honneur en 1918, et grâce à l’inoubliable générosité du collège Stanislas, des fidèles des Blagis et de la région, et de nombreux amis parisiens.
En juillet 1946, pour le 10e anniversaire de la construction de l’église, un groupe de paroissiens, sous la direction de son premier curé Monsieur l’abbé Callon, se rendit à Lourdes en exécution du vœu qui en avait été fait à la Sainte Vierge si cette église était achevée sans interruption et sans dette.
Grâces à Dieu et à Marie ! »
En 2008, le chœur de cette église a été entièrement restauré et inauguré le dimanche 3 mai 2009.

## Architecture et décor
En 2011, l'édifice reçoit le label Patrimoine du XXe siècle :
« L'architecte Georges Braive s'associe à son fils Jean, ingénieur centralien, pour concevoir ce bâtiment à structure de béton armé et parement de briques. L'église au plan en croix latine est couverte d'un toit en carène, revêtu d'ardoise. Cette toiture repose directement sur l'extrados de la voûte en berceau brisé conçue en panneaux de ciment moulé. 
Le portail à voussures de briques reprend le profil ogival de l'édifice. Il est flanqué à gauche d'un clocher couronné d'une flèche en maçonnerie et doté d'une chaire extérieure en partie basse. 
Le choeur était doté d'un mobilier liturgique dessiné par l'architecte, aujourd'hui remplacé. Les vitraux à motifs de croix sont réalisés en verres spéciaux de Saint-Gobain. »

## Paroisse et curés
L'église Saint-Stanislas-des-Blagis appartient au doyenné de Bagneux - Les Blagis, rattaché au diocèse de Nanterre.
Curé de 1968 à 1973 : Pierre Augereau (1918-2000), après avoir desservi en qualité de vicaire la cure de l'église Saint-Gilles de Bourg-la-Reine dans le début des années 1960, est nommé à  la cure de  Saint-Stanislas-des-Blagis en 1968. Il obtient de l'architecte encore vivant l'autorisation de faire les travaux de modernisation, dont les vitraux. En 1973, il est nommé à l' Église Saint-Jacques-le-Majeur de Montrouge. Ses obsèques eurent lieu le 25 mai 2000 en l'église de Montrouge et il fut inhumé au cimetière Montparnasse